# Kolno (stad)
Kolno is een stad in het Poolse woiwodschap Podlachië, gelegen in de powiat Kolneński. De oppervlakte bedraagt 25,08 km², het inwonertal 10.836 (2005).

## Verkeer en vervoer
- Station Kolno